# Osa pulchra
Osa pulchra là một loài thực vật có hoa trong họ Thiến thảo. Loài này được (D.R.Simpson) Aiello mô tả khoa học đầu tiên năm 1979.

## Hình ảnh

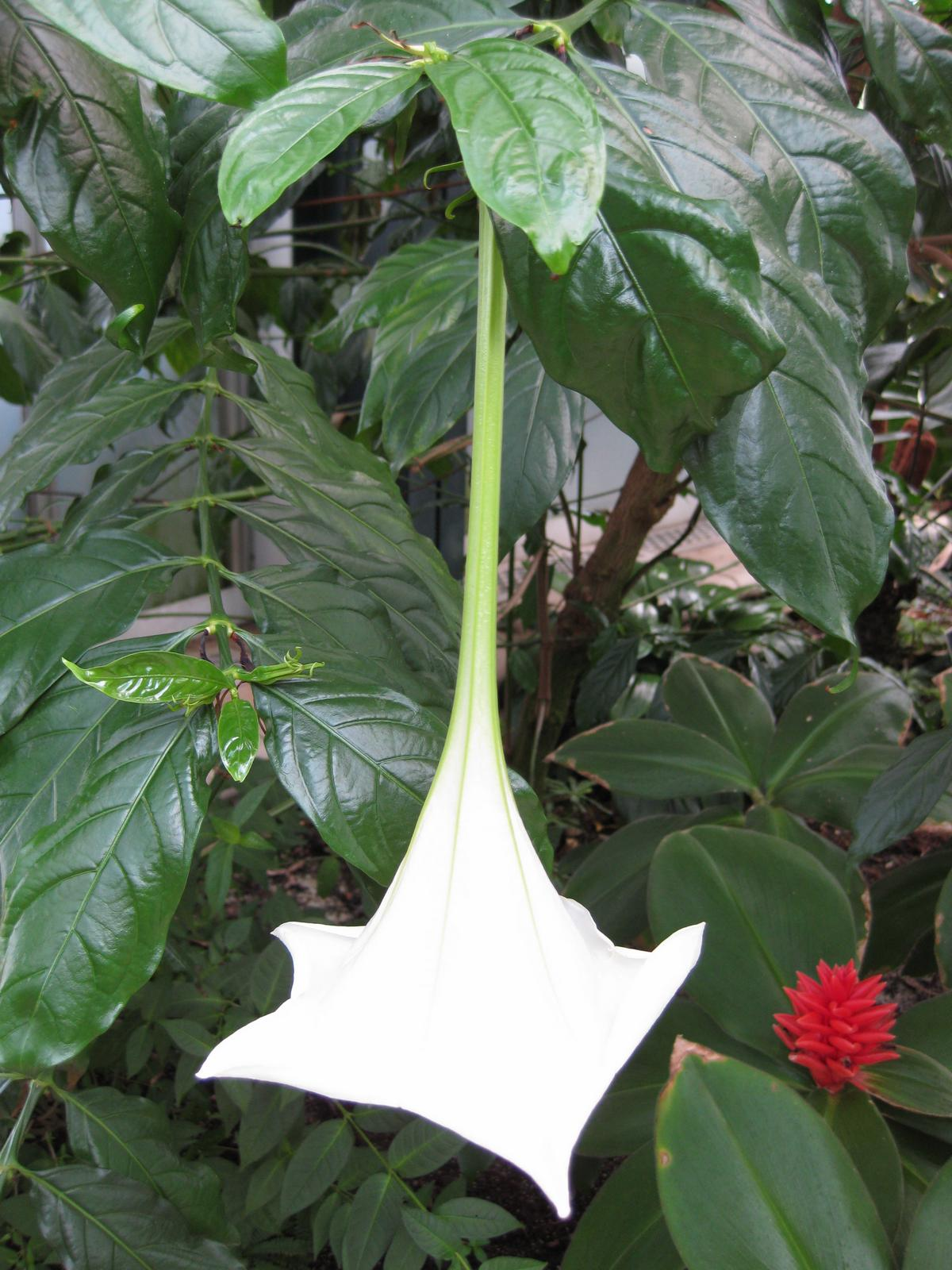
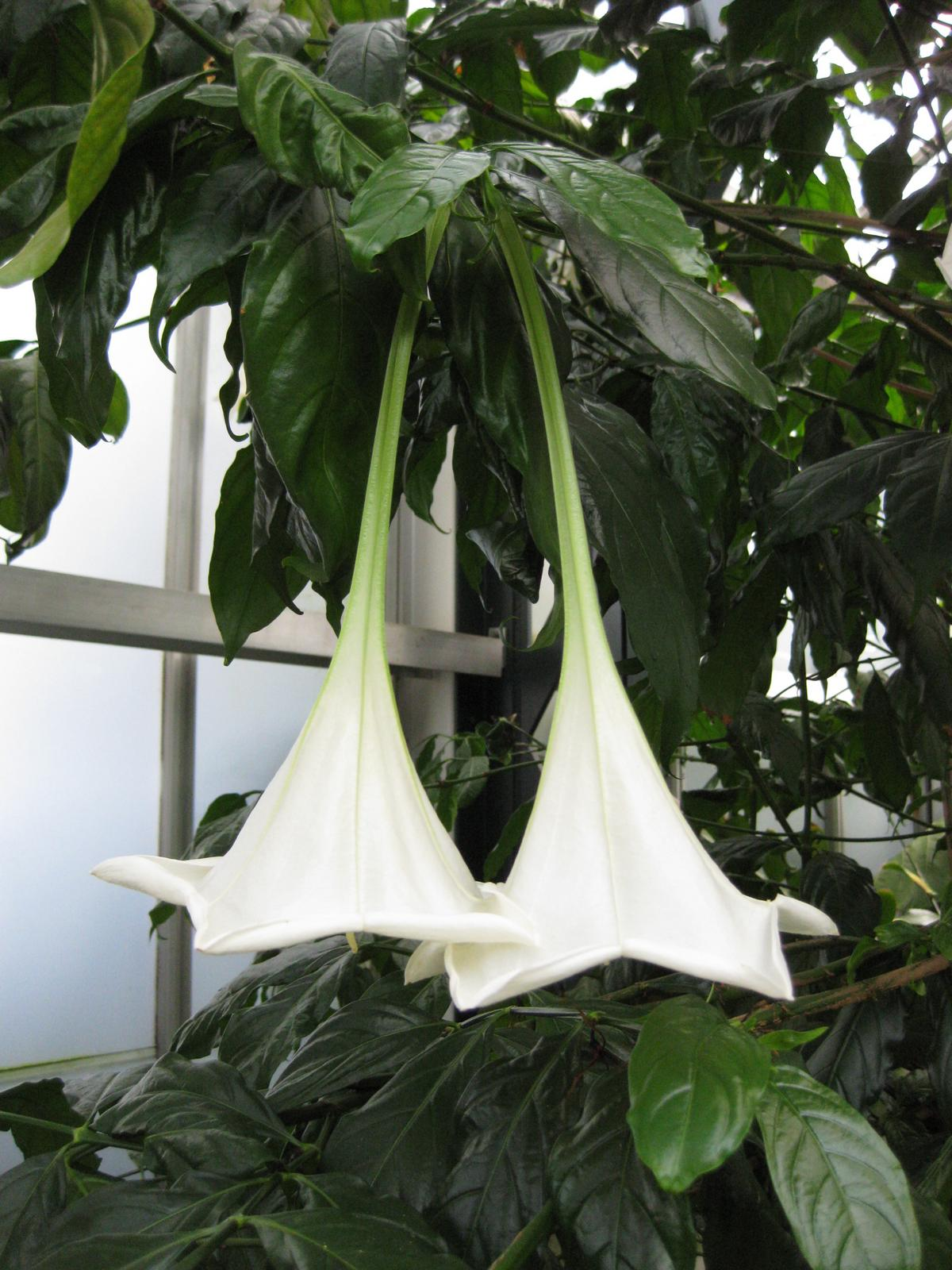
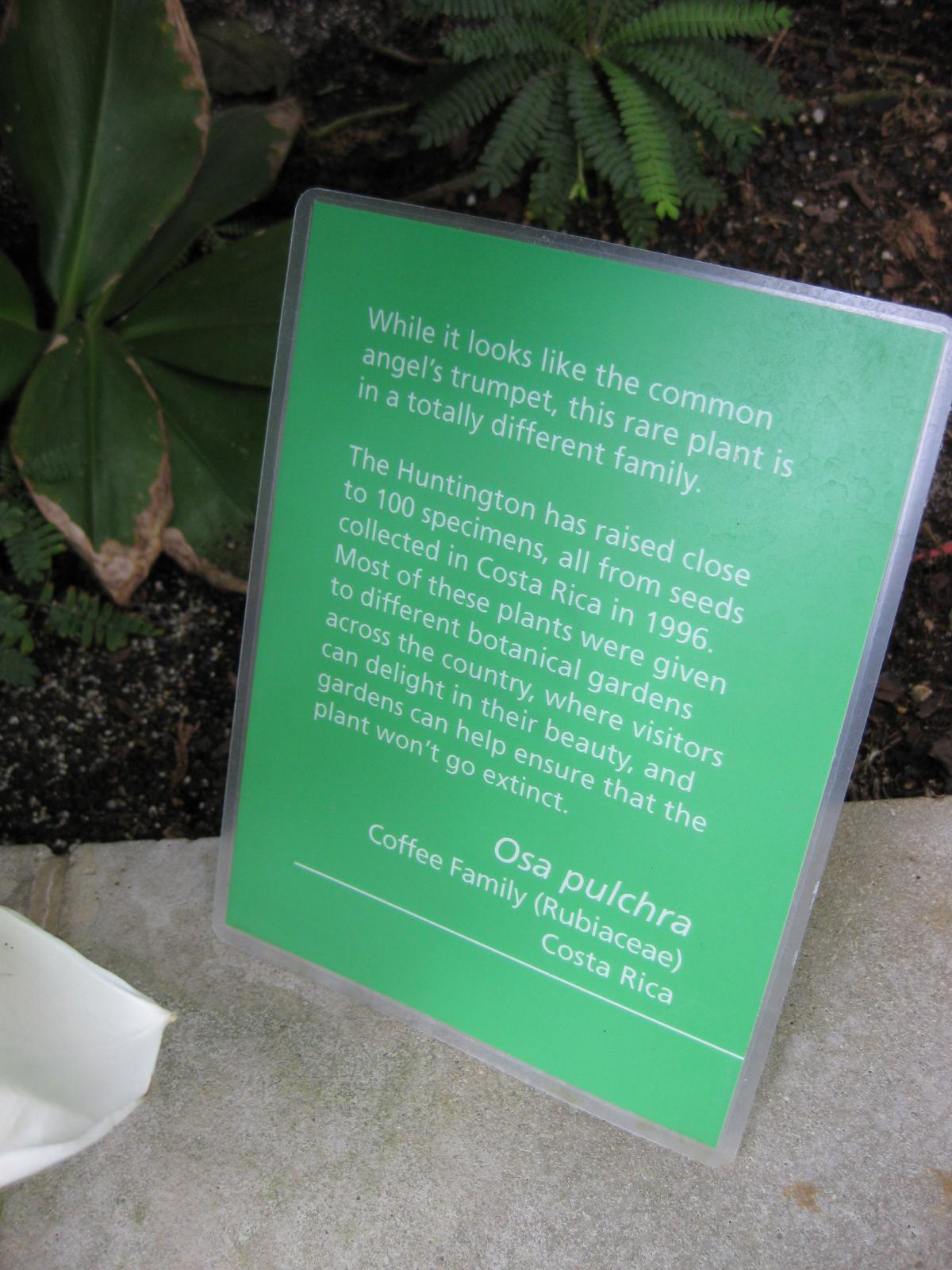
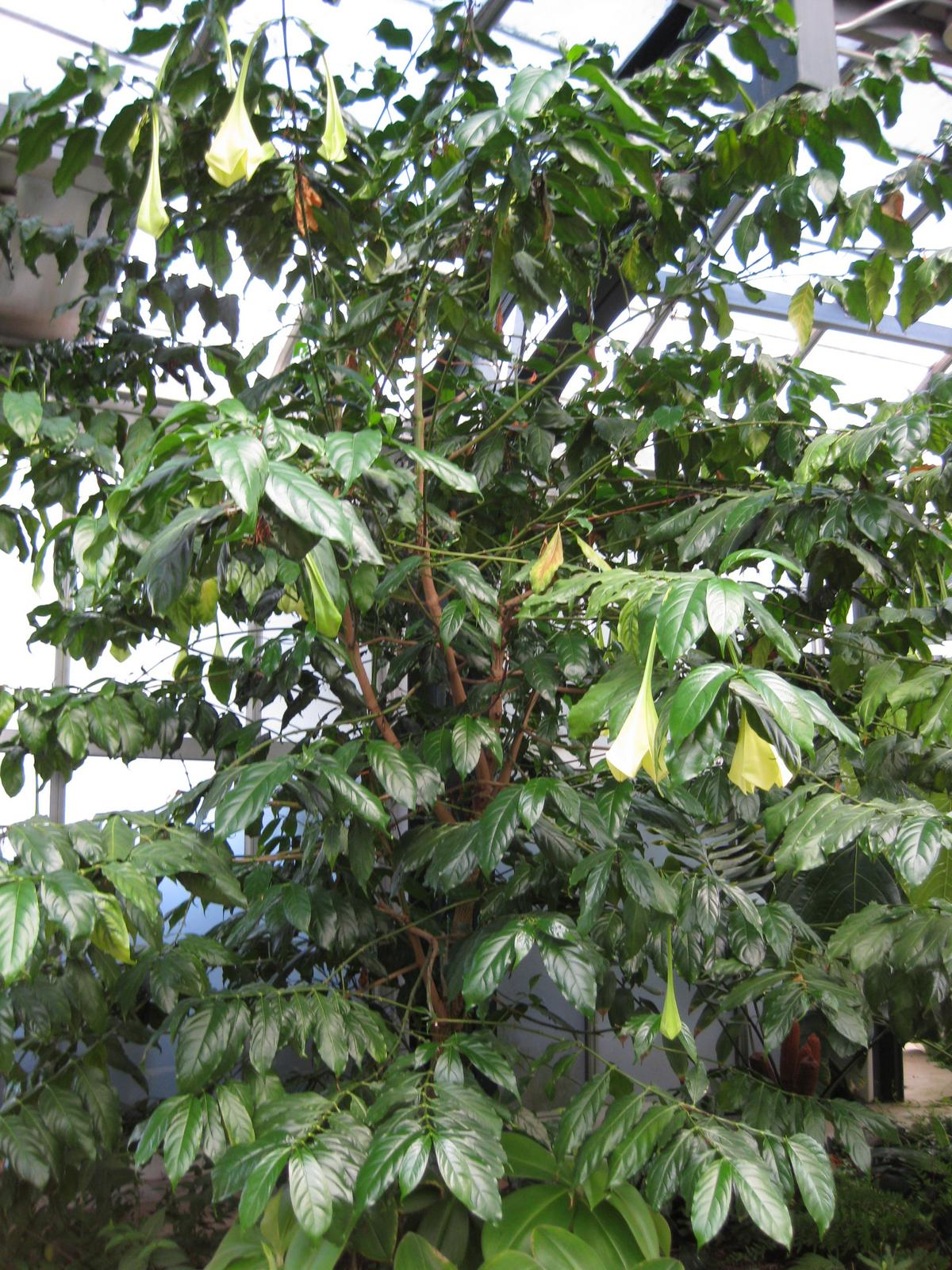